# رياض كبرة
رياض كبرة (1950 - 27 سبتمبر 2013) ممثل سوري راحل .

## عن حياته
حصل علي دورة خاصة في اتحاد عمال دمشق للمسرح العمالي شارك كممثل بالعديد من الأعمال التلفزيونية و المسرحية و السينمائية بالإضافة إلى بعض الأعمال الإذاعية.  عضو في نقابة الفنانين منذ عام 1994 بدأ مسيرته الفنية من خلال المسرح والتلفزيون منذ العام 1968 عندما بدأ في منظمة الطلائع ثم انتقل إلى مسرح الشبيبة وقدم فيه أكثر من 20 عملا مسرحيا نالت أغلبها جوائز دولية .

## أعماله
- زمن البرغوت عام 2012
- يوميات مدير عام الجزء الثاني عام 2012
- وراء الشمس عام 2010
- أبو جانتي ( ملك التاكسي ) عام 2010
- الدبور عام 2010 أبو فكري
- تحت المداس عام 2009 بدور أبو ظافر
- زمن العار عام 2009 بدور أبو خلدون
- الشام العدية ( بيت جدي2 ) عام 2009 بدور أبو أيوب
- هيك تجوزنا عام 2008
- بيت جدي عام 2008 بدور أبو أيوب
- الخط الاحمر عام 2008
- باب الحارة 1 عام 2006 بدور أبو سمعو
- ليالي الصالحية عام 2004
- مرزوق على جميع الجبهات عام 2004
- أبو المفهومية عام 2003
- عائلتي و أنا عام 1999
- الحنطة وبس عام 1998
- الجمل عام 1998
- أحلام أبو الهنا عام 1996
- نهارات الدفلي عام 1995
- أيام شامية عام 1992
- طرابيش عام 1992
- أيام الخوف عام 1991

## الفلم
- فيلم الآباء الصغار عام 2006
- فيلم سواقة التاكسي عام 1989

## وفاته
توفي في دمشق  27 سبتمبر 2013  عن عمر يناهز 63 سنة .

## روابط خارجية
- رياض كبرة على موقع قاعدة بيانات الأفلام العربية